# Чанцзи-Хуэйский автономный округ
Чанцзи-Хуэйский автономный округ (кит. упр. 昌吉回族自治州, пиньинь Chāngjí Huízú Zìzhìzhōu, уйг.  سانجى خۇيزۇ ئاپتونوم ئوبلاستى‎) — автономный округ в Синьцзян-Уйгурском автономном районе КНР. Место пребывания властей — Чанцзи.

## География
На севере и западе округ граничит с округами Алтай и Чугучак Или-Казахского автономного округа, на юге — с городским округом Урумчи, округом Турфан и Баян-Монгольским автономным округом, на востоке — с округом Хами, на северо-востоке — с Монголией. Кроме того, на западе, между Чанцзи-Хуэйским автономным округом и округом Чугучак расположен город субокружного уровня Шихэцзы, а в центре автономного округа выделен в отдельную административную единицу город субокружного уровня Уцзяцюй.

## История
Эти земли были присоединены к Цинской империи в 1697 году. С 1762 года подчинялись илийскому цзянцзюню, в 1884 году вошли в состав новообразованной провинции Синьцзян.
После присоединения Синьцзяна к КНР был образован Специальный район Дихуа (迪化专区), и эти земли вошли в его состав. 20 ноября 1953 года Специальный район Дихуа был официально переименован в Специальный район Урумчи (乌鲁木齐专区).
8 июля 1954 года уезды Чанцзи, Урумчи и Мицюань были выделены из состава Специального района Урумчи и образовали новый Чанцзи-Хуэйский автономный район (昌吉回族自治区). В марте 1955 года автономный район стал автономным округом. В 1958 году был расформирован Специальный район Урумчи, и под юрисдикцию Чанцзи-Хуэйского автономного округа из его состава перешли уезды Манас, Хутуби, Цитай, Джимсар, Фукан и Мори-Казахский автономный уезд. В 1959 году уезд Урумчи был передан под юрисдикцию властей города Урумчи.
В 1971 году находившийся на территории уезда Манас военный городок официально стал городским уездом Шихэцзы, подчинённым напрямую правительству Синьцзян-Уйгурского автономного района. В 1974 году был расформирован Синьцзянский производственно-строительный корпус, и был создан округ Шихэцхы (石河子地区), власти которого разместились в городе Шихэцзы. В 1979 году округ Шихэцзы был расформирован, а входившие в него земли — разделены между городским уездом Шихэцзы и уездами Манас и Шавань.
В 1983 году — Чанцзи, в 1994 — Фукан и Мицюань были подняты в статусе до городских уездов.
В 2002 году военный госхоз Уцзяцюй официально стал городским уездом, подчинённым напрямую правительству Синьцзян-Уйгурского автономного района.
В 2007 году городской уезд Мицюань был расформирован, а его территория была передана городскому округу Урумчи, где из неё и бывшего района Дуншань был сформирован район Мидун.

## Население
Согласно переписи населения 2000 года, в округе проживает 1503,1 тыс. чел.

### Национальный состав (2000)
| Народ     | Численность | Доля    |
| --------- | ----------- | ------- |
| Китайцы   | 1 129 384   | 75,14 % |
| Хуэйцы    | 173 563     | 11,55 % |
| Казахи    | 119 942     | 7,98 %  |
| Уйгуры    | 58 984      | 3,92 %  |
| Монголы   | 6 062       | 0,4 %   |
| Дунсян    | 2 908       | 0,19 %  |
| Маньчжуры | 2 828       | 0,19 %  |
| Узбеки    | 2 189       | 0,15 %  |
| Прочие    | 7 237       | 0,48 %  |

## Административное деление
Округ делится на 2 городских уезда, 4 уезда, 1 автономный уезд:
|   |                                |                                |                  |                        |                                 |                                  |                        |               |                            |
| # | Статус                         | Название                       | Иероглифы        | Пиньинь                | Уйгурский язык (арабский шрифт) | Уйгурский язык (Латинский шрифт) | Население (2003 прим.) | Площадь (км²) | Плотность населения (/км²) |
| 1 | Городской уезд                 | Чанцзи                         | 昌吉市           | Chāngjí shì            | سانجى شەھىرى                    | Sanji Shehiri                    | 390,000                | 7,981         | 49                         |
| 2 | Городской уезд                 | Фукан                          | 阜康市           | Fùkāng shì             | فۇكاڭ شەھىرى                    | Fukang Shehiri                   | 160,000                | 8,545         | 19                         |
| 3 | Уезд                           | Хутуби                         | 呼图壁县         | Hūtúbì xiàn            | قۇتۇبى ناھىيىسى                 | Qutubi Nahiyisi                  | 210,000                | 9,518         | 22                         |
| 4 | Уезд                           | Манас                          | 玛纳斯县         | Mǎnàsī xiàn            | ماناس ناھىيىسى                  | Manas Nahiyisi                   | 170,000                | 9,154         | 19                         |
| 5 | Уезд                           | Цитай                          | 奇台县           | Qítái xiàn             | گۇچۇڭ ناھىيىسى                  | Guchung Nahiyisi                 | 230,000                | 16,709        | 14                         |
| 6 | Уезд                           | Джимасар                       | 吉木萨尔县       | Jímùsà'ěr xiàn         | جىمىسار ناھىيىسى                | Jimisar Nahiyisi                 | 130,000                | 8,170         | 16                         |
| 7 | Моры-Казахский автономный уезд | Моры-Казахский автономный уезд | 木垒哈萨克自治县 | Mùlěi Hāsàkè zìzhìxiàn | ئاپتونوم ناھىيىسى مورى قازاق    | Mori Qazaq Aptonom Nahiyisi      | 90,000                 | 13,582        | 7                          |

## Экономика

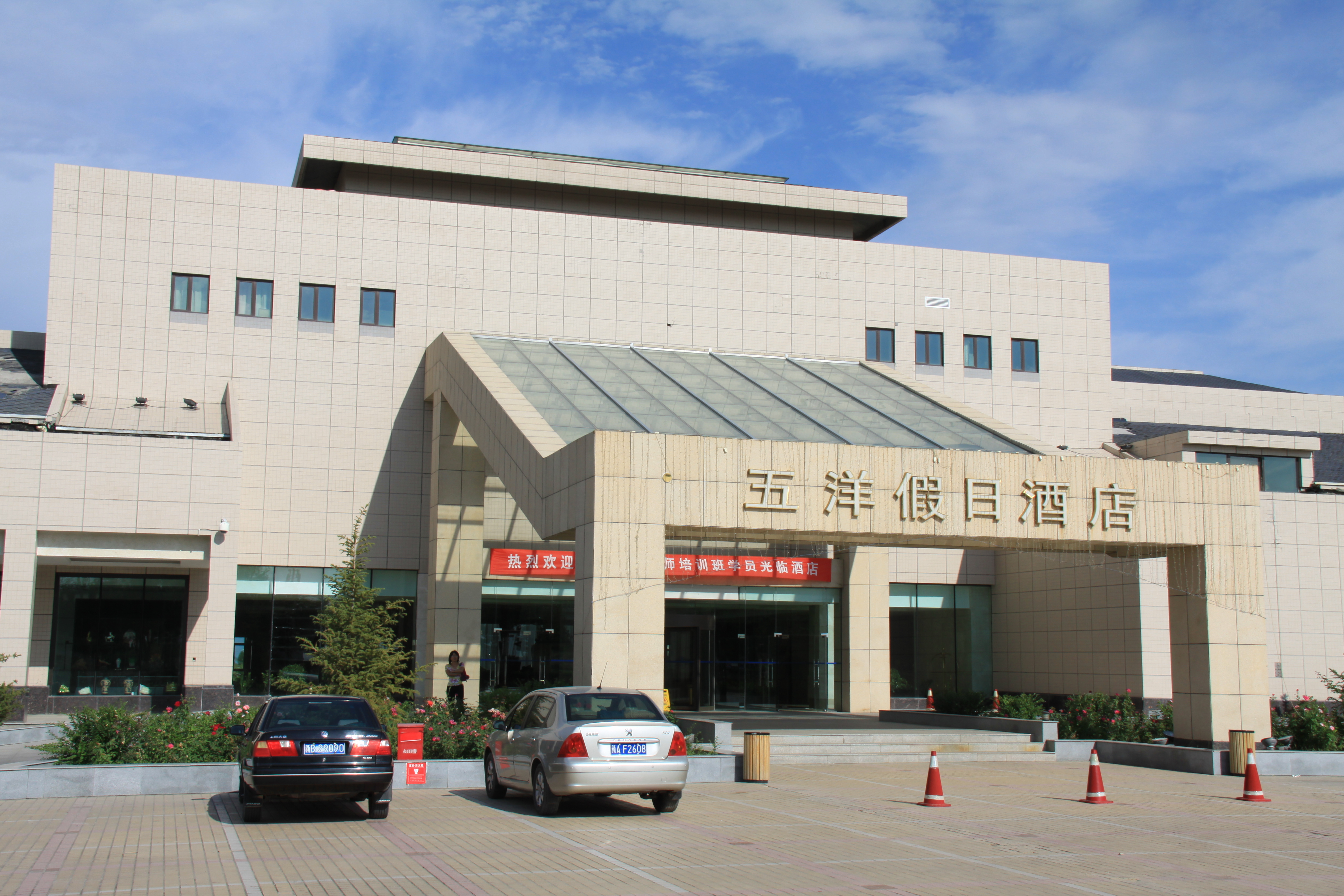
Отель в уезде Хутуби

Основой экономики округа являются сельское хозяйство и добыча угля. Активно развиваются «умные фермы». В 2022 году был введен в эксплуатацию Научно-технический центр сельского хозяйства будущего, расположенный в Демонстрационной зоне высоких технологий сельского хозяйства Чанцзи.
По состоянию на 2024 год площадь земель под выращивание томатов составила более 250 тыс. му (около 17 тыс. га), а годовой объем производства томатной продукции превысил 3 млрд юаней (426,26 млн долл. США). Крупнейшими закупщиками помидоров являются компания «Туньхэ» государственной корпорации COFCO и компания «Сяочу», которые производят томатную пасту, консервированные помидоры и овощные соки.